# Ludiente
Ludiente – gmina w Hiszpanii, w prowincji Castellón, we wspólnocie autonomicznej Walencja, o powierzchni 31,35 km². W 2011 roku liczyła 192 mieszkańców.